# Sceriffo federale (film)
Sceriffo federale  (The Badge of Marshal Brennan) è un film del 1957 diretto da Albert C. Gannaway.
È un film western statunitense con Jim Davis, Arleen Whelan e Carl Smith.

## Produzione
Il film, diretto da Albert C. Gannaway su una sceneggiatura di Tom Hubbard, fu prodotto dallo stesso Gannaway per la Albert C. Gannaway Productions e girato nei Cascade Studios a Hollywood, Los Angeles, e nel Kanab Canyon, Kanab, Utah

## Colonna sonora
- Man on the Run - scritta da Ramey Idriss, Hal Levy e Albert C. Gannaway, cantata da Carl Smith e Ramey Idriss

## Distribuzione
Il film fu distribuito con il titolo The Badge of Marshal Brennan negli Stati Uniti dal 14 aprile 1957 al cinema dalla Allied Artists Pictures.
Altre distribuzioni:
- in Austria nell'ottobre del 1957 (Sheriff Brown räumt auf)
- in Germania Ovest il 25 ottobre 1957 (Sheriff Brown räumt auf)
- in Finlandia il 18 agosto 1961 (Tähdetön sheriffi)
- in Finlandia il 6 aprile 1973 (redistribuzione)
- in Grecia (To geraki ton 14 politeion)
- in Italia (Sceriffo federale)

## Promozione
Le tagline sono:
- "COLD-EYED STRANGER...a wanted killer who wore a dead marshal's star!".
- "INTO A LAWLESS TERROR-STRICKEN COW TOWN rode "The Stranger"...a wanted killer who dared to wear a dead marshal's badge!".
- "MAN OF STEEL...OR TINHORN KILLER! He had to make his play...he was running out of time and territory!".
- "BARBED WIRE SHOWDOWN...in raw territory of lynch law!".